# Viktring
Viktring is een stadsdeel en woonkern binnen de Oostenrijkse gemeente Klagenfurt en telt 7536 inwoners (2006). Het stadsdeel bevindt zich ten zuiden van de stad.

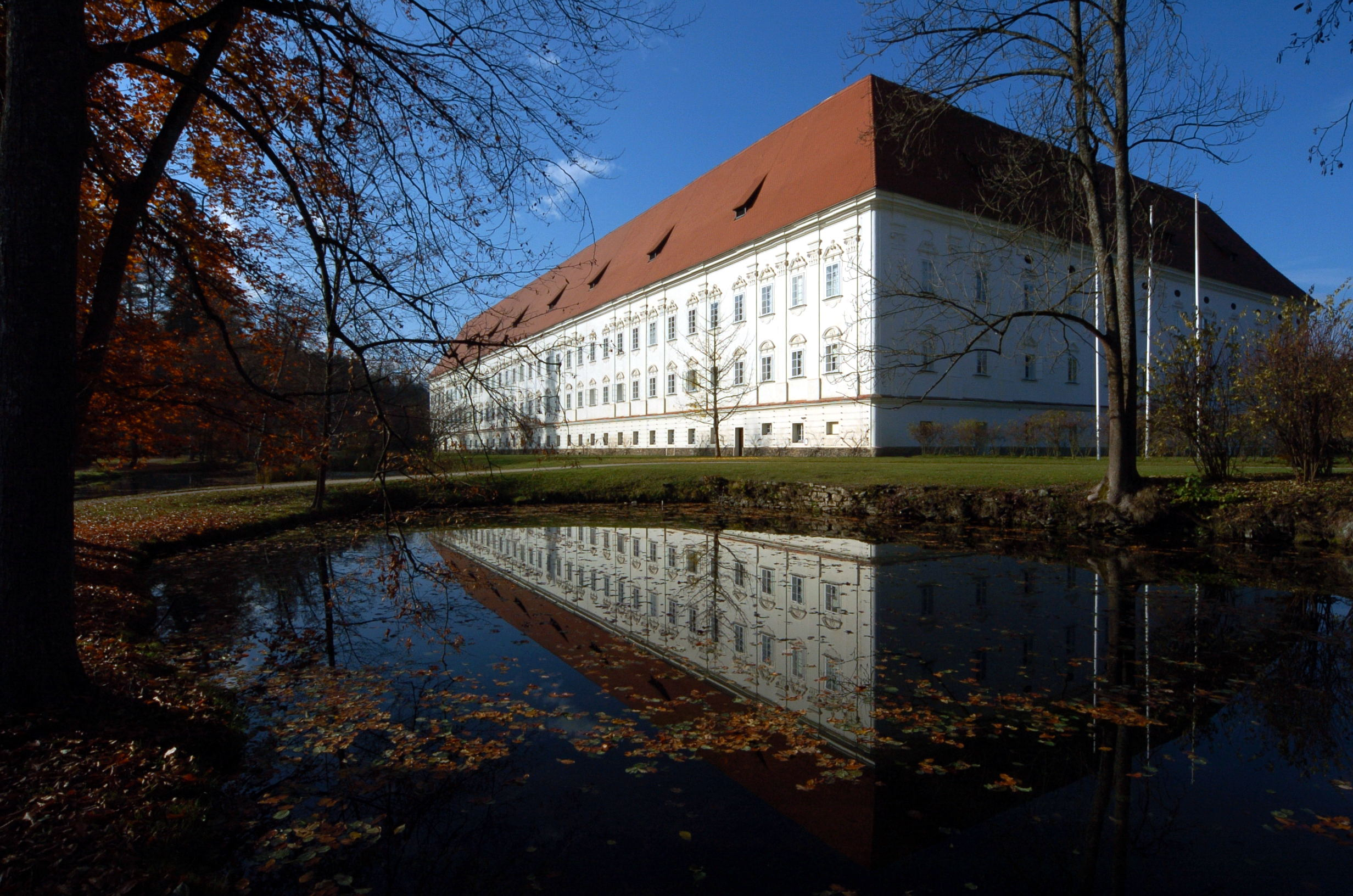
Stift Viktring uit 1142

## Indeling
Stadsdeel Viktring kan worden onderverdeeld in de volgende kernen:
- Goritschitzen  (slow. Goričica):
  - Alpen, Goritschitzen, Krottendorf (slow. Krotna vas)
- Neudorf (slow. Nova vas):
  - Bach (slow. Potok), Berg (slow. Gora), Kreuth (slow. Rute), Lak, Neudorf, Straschitz
- Stein (slow. Zakamen):
  - Kerbach, Lugin, Stein
- Viktring: (slow. Vetrinj)
  - Migoriach (slow. Megorje), Opferholz (slow. Vožnica), Thal, Seebach, Viktring

- Gemeinsame Normdatei: 7725233-0
- Library of Congress Control Number: n96025446
- Nationale Bibliotheek van Tsjechië: xx0154406
- Nationale Bibliotheek van Israël: 987007537979305171
- Virtual International Authority File: 154935116
- WorldCat: E39PBJmtFGgGDXJyHcHjBPBMfq